# Max Giusti
Massimiliano Giusti, detto Max (Roma, 28 luglio 1968), è un comico, cabarettista, imitatore, conduttore televisivo, conduttore radiofonico, attore, doppiatore e drammaturgo italiano.

## Biografia

### Carriera

#### Televisione
Di origini marchigiane da parte di padre (Monterubbiano) e sarde da parte di madre (Norbello), è cresciuto nel quartiere romano Portuense, a Casetta Mattei, intraprendendo da giovanissimo la carriera televisiva. Ha esordito sul piccolo schermo nel 1991 prendendo parte a due programmi di Rai 2, Stasera mi butto e Ricomincio da due (quest'ultimo con Raffaella Carrà). Nel 1993 partecipa a Mi raccomando insieme a Massimo Ranieri mentre in seguito prende parte a Mio capitano (1996) e al programma umoristico Seven show (1998-1999).
Nel 2001 è tra i conduttori di Stracult, trasmissione in cui apparvero anche Max Tortora ed Éva Henger, che acquisì molta popolarità. Ha messo in mostra le sue doti di imitatore in Quelli che il calcio, La grande notte del lunedì sera, accanto a Gene Gnocchi e Simona Ventura e in Cocktail d'Amore, condotto da Amanda Lear, in cui ha proposto l'imitazione di Cristiano Malgioglio. Nel 2003 presentò Gli isolati, programma satirico basato sul reality show L'isola dei famosi, che ebbe un buon successo di pubblico e di critica. Nell'estate del 2006 conduce con Sabrina Nobile la prima stagione di Matinée, in onda su Rai Due. Sempre nel 2006 è nel cast della fiction della RAI, Raccontami, con la regia di Riccardo Donna e Tiziana Aristarco, dove interpreta il ruolo del maresciallo Mollica.
Nel 2007 ha assunto la conduzione di Stile Libero Max, show che ripropone il format di Libero reso famoso da Teo Mammucari. Ospiti fissi della trasmissione sono la comica Lucia Ocone e il critico musicale, nonché famoso chitarrista della scena rock italiana, Richard Benson. Nel 2007 entra da coprotagonista nel ruolo dell'Ispettore Raffaele Marchetti nel cast di Distretto di Polizia 7, per la regia di Alessandro Capone e sarà presente anche nell'ottava stagione, in onda dal settembre 2008. Nell'autunno 2008 è in video pure nel cast della seconda stagione della serie Raccontami. Dal settembre 2008 conduce una delle più importanti e controverse trasmissioni di Raiuno, Affari tuoi, sostituendo il collega Flavio Insinna.
Ritorna dal settembre 2009 sempre come conduttore della trasmissione in prima serata Affari tuoi su Raiuno abbinata alla Lotteria Italia 2010. Su Canale 5 è sempre tra i protagonisti della nuova stagione di Distretto di Polizia regia di Alberto Ferrari. Nell'edizione 2009-2010 di Quelli che il calcio, Max non fa parte del cast, però quando Affari tuoi non va in onda per la Nazionale italiana di calcio, fa delle comparsate. Nella primavera 2010, avendo dato il posto a Fabrizio Frizzi con Soliti ignoti - Identità nascoste, continua la sua attività di conduttore con lo show Stasera è la tua sera, in onda per quattro giovedì consecutivi in prima serata. Nel giugno 2010, è protagonista, insieme a Fabrizio Frizzi, del varietà Attenti a quei due - La sfida.
Conduce l'8 dicembre 2010 il programma "Il pubblico Da Casa", spin-off del fortunato Da Da Da che si basa esclusivamente sul televoto degli spettatori i quali hanno l'opportunità di scegliere quale siano le categorie di personaggi televisivi "ripescati" nelle teche Rai destinati a vincere la puntata. Dal 13 febbraio 2012 torna a condurre Affari tuoi su Raiuno. Il 2 giugno 2013 conduce la sua ultima puntata del gioco dei pacchi. In 5 anni di conduzione ha aperto oltre 900 pacchi. Dal gennaio 2013 presenta il nuovo varietà di Rai 1 Riusciranno i nostri eroi, affiancato dalle attrici Laura Chiatti e Donatella Finocchiaro, e dallo showman Cristiano Malgioglio. Nell'estate del 2014 conduce su Rai Sport 1 il programma comico-sportivo Maxinho do Brazil, dedicato ai mondiali di calcio brasiliani.
Il 31 maggio 2015 è ospite, insieme a Cristiano Malgioglio a Quelli che il calcio, condotto da Nicola Savino.
Il 2 giugno conduce, insieme ad Amadeus, Claudio Lippi e Pupo la Partita del cuore su Rai 1. Dall'11 settembre al 20 novembre 2015 è concorrente del programma Tale e quale show, condotto da Carlo Conti su Rai 1.
Dal 29 agosto 2016 approda a Discovery conducendo sul NOVE la prima edizione del game show Boom! poi rinnovato per altre due edizioni, in seguito per il canale conduce il quiz-upfront Quizzovery e in una puntata di Cucine da incubo si presta a un crossover col suo game show; dal 27 agosto 2018 presenta un altro quiz, Chi ti conosce?, che chiude per bassi ascolti dopo 30 puntate il 5 ottobre, e il programma di cucina C'è posto per 30?.
Nel 2020, insieme a Marco Mazzocchi ha partecipato all'ottava edizione di Pechino Express come la coppia de i gladiatori, eliminata in semifinale; conduce poi, su Rai 2 la nuova stagione di Boss in incognito.
Nel 2021 partecipa alla seconda edizione de Il cantante mascherato con la maschera del Lupo, classificandosi terzo.
Vi è poi un primo passaggio su Sky: dal 1º settembre conduce Guess My Age - Indovina l'età su TV8, al posto di Enrico Papi, ma questa esperienza termina a primavera con la chiusura definitiva del game show; è inoltre ospite della terza tappa della nona edizione di Pechino Express su Sky Uno.
Nel 2024-2025 Giusti è impegnato in cinque programmi: nella terza e nella quarta edizione del GialappaShow di Sky dove imita lo chef Alessandro Borghese parodizzando il programma 4 ristoranti, come concorrente di Chi può batterci?, gioco di Rai 1, come conduttore per la quinta volta di Boss in incognito e del game show 99 da battere su Rai 2, come ospite fisso del tavolo di Che tempo che fa sul Nove nei panni di Cristiano Malgioglio; inoltre ha partecipato come concorrente alla prima puntata dell'undicesima edizione di Stasera tutto è possibile. 
Nel giugno 2025 viene annunciato il suo passaggio a Mediaset.

#### Teatro
Autore e attore di numerose commedie teatrali insieme all'amica e allora sua fidanzata Selvaggia Lucarelli, nel 1994 recitò in Cessate il fuoco per proseguire con 30 anni, Come un pesce fuor d'acqua e Il grande sfracello. Nel 2001, al teatro Palatenda di Roma, ebbe l'occasione di lavorare insieme a Dario Fo ed Enrico Montesano in Rassegna Mostrocomico.
Sempre del 2001 è Il GladiAttore mentre l'anno successivo diede vita a Lo scemo del villaggio globale, sul tema della globalizzazione affrontato ovviamente con sarcasmo. Interprete ormai affermato, è stato diretto da Pietro Garinei in Aggiungi un posto a tavola (2002) e Se il tempo fosse un Gambero (2005). Nel 2008 con lo spettacolo Max Giusti si è esibito al PalaLottomatica di Roma il 16 aprile e il 4 luglio. È in replica il 26 luglio 2008.
Nel 2017 torna sul palco con Cattivissimo Max e Va tutto bene.
Dall'ottobre 2022 al gennaio 2024 è a teatro con Il Marchese del Grillo.

#### Cinema
La sua carriera ha avuto uno sbocco anche al cinema, dove ha esordito nel 2000 con la commedia di Carlo Vanzina E adesso sesso; in precedenza aveva fatto parte del cast del film per la televisione Ladri si nasce di Pier Francesco Pingitore e del sequel di quest'ultimo, Ladri si diventa, entrambi in onda su Canale 5.
Nel 2001 ha avuto una parte in Heaven di Tom Tykwer mentre nel 2004 è tornato a generi più congeniali con Le barzellette, ancora di Vanzina. Le sue ultime interpretazioni sul grande schermo sono La fiamma sul ghiaccio, con Raoul Bova e Donatella Finocchiaro, e Nero bifamiliare di Federico Zampaglione.
Sul grande schermo per la prima volta nella sua carriera si cimenta nel doppiaggio, prestando la voce a Gru, il protagonista del film della Universal Pictures Cattivissimo me, ruolo che manterrà nei successivi lungometraggi del franchise.
Nel 2019 recita nel ruolo di uno dei protagonisti del film Appena un minuto, regia di Francesco Mandelli.

## Vita privata
Il 4 luglio 2009, si è sposato con Benedetta Bellini, con la quale ha avuto due figli: Matteo, nato il 23 novembre 2010 e Caterina, nata il 9 giugno 2012.
È proprietario a Roma di un club di tennis, sport di cui è un grande appassionato.
Il 3 ottobre 2010, in occasione della giornata nazionale per la lotta contro la Sclerosi laterale amiotrofica, partecipa a un concerto gratuito ad Arzignano insieme a Lucio Dalla, Luca Carboni, Giusy Ferreri, Francesco Grollo, Fiorella Mannoia, Marco Mengoni, Ron e gli Statuto.

## Filmografia

### Attore

#### Cinema
- Ladri si nasce, regia di Pier Francesco Pingitore (1997)
- Ladri si diventa, regia di Pier Francesco Pingitore (1998)
- E adesso sesso, regia di Carlo Vanzina (2001)
- L'ispettore Derrick... e Harry!, regia di David Emmer (2002) - mediometraggio
- Heaven, regia di Tom Tykwer (2002)
- Le barzellette, regia di Carlo Vanzina (2004)
- La fiamma sul ghiaccio, regia di Umberto Marino (2005)
- Nero bifamiliare, regia di Federico Zampaglione (2007)
- Famosi in 7 giorni, regia di Gianluca Vannucci (2018)
- Appena un minuto, regia di Francesco Mandelli (2019)
- La seconda chance, regia di Umberto Carteni (2023)
- Dicono di te, regia di Umberto Carteni (2024)

#### Fiction
- Raccontami, regia di Riccardo Donna e Tiziana Aristarco (2006-2008)
- Distretto di Polizia, regia di Alessandro Capone e Alberto Ferrari (2007-2009)

### Doppiatore
- Cattivissimo me, regia di Pierre Coffin, Chris Renaud e Sergio Pablos (2010)
- Cattivissimo me 2, regia di Pierre Coffin e Chris Renaud (2013)
- Minions, regia di Pierre Coffin e Kyle Balda (2015)
- Cattivissimo me 3, regia di Pierre Coffin e Chris Renaud (2017)
- Minions 2 - Come Gru diventa cattivissimo, regia di Kyle Balda (2022)
- Cattivissimo me 4, regia di Chris Renaud (2024)

## Programmi televisivi
- Stasera mi butto (Rai 2, 1991) Concorrente
- Ricomincio da due (Rai 2, 1991) Ospite fisso
- Mi raccomando (Rai 1, 1994)
- Mio capitano (Rai 1, 1996)
- Seven Show (Italia 7, 1998-1999) Comico
- Stracult (Rai 2, 2001, 2003-2004)
- Quelli che il calcio (Rai 2, 2001-2008, 2015-2017) Imitatore
- La grande notte del lunedì sera (Rai 2, 2002-2003)
- Gli isolati (Rai 2, 2003)
- Cocktail d’amore (Rai 2, 2003) Imitatore
- Matinée (Rai 2, 2006)
- Stile Libero Max (Rai 2, 2007)
- Affari tuoi (Rai 1, 2008-2013) 
  -  Affari tuoi - Speciale Telethon (Rai 1, 2008-2009) 
  -  Affari tuoi - Speciale per due (Rai 1, 2009) 
  -  Affari tuoi - Speciale Lotteria Italia (Rai 1, 2010) 
  -  Affari tuoi - Speciale anni '80 (Rai 1, 2012) 
  -  Affari tuoi - L'estate sta finendo (Rai 1, 2012)
- Stasera è la tua sera (Rai 1, 2010)
- Attenti a quei due - La sfida (Rai 1, 2010-2011)
- Il pubblico da casa (Rai 1, 2010)
- Colpo d'occhio - L'apparenza inganna (Rai 1, 2011)
- Un minuto per vincere (Rai 1, 2011)
- Super Club (Rai 2, 2012)
- 100% Comico (Rai 2, 2012) - lo spettacolo è stato anche trasmesso nel programma One man show
- Riusciranno i nostri eroi (Rai 1, 2013)
- Maxinho do Brazil (Rai Sport 1, 2014)
- SuperMaxTV (Rai 2, 2014)
- La papera non fa l'eco (Rai 2, 2014)
- Concerto di Natale (Rai 2, 2014)
- La partita del cuore (Rai 1, 2015)
- Techetechete' (Rai 1, 2015)[7]
- Tale e quale show (Rai 1, 2015) [8]
  -  Tale e quale show - Il torneo (Rai 1, 2015) [8]
- DopoFestival (Rai 1, 2016)
- Boom! (NOVE, 2016-2019)
- Chi ti conosce? (Nove, 2018-2019)
- C'è posto per 30? (Nove, 2018)
- Mai dire Talk (Italia 1, 2018-2019) Imitatore
- Pechino Express (Rai 2, 2020; Sky Uno, 2022) concorrente, co-conduttore
- Boss in incognito (Rai 2, 2020-2025)
- Il cantante mascherato (Rai 1, 2021) Concorrente
- Va tutto bene! (Rai 2, 2021)
- Guess My Age - Indovina l'età (TV8, 2021-2022)
- Alessandro Borghese - Celebrity Chef (TV8, 2022) Concorrente
- Fake Show - Diffidate delle imitazioni (Rai 2, 2023)
- GialappaShow (TV8, 2024-2025) Imitatore
- Chi può batterci? (Rai 1, 2024) Concorrente
- Che tempo che fa (Nove, 2024-2025) Ospite fisso
- 99 da battere (Rai 2, 2025)

## Radio
- Radio 2 SuperMax (Rai Radio 2, 2010-2015)
- Cattive compagnie (Rai Radio 2, 2015-2016)